# Cattedrali in Albania
Questa è una lista delle cattedrali presenti in Albania

## Cattedrali cattoliche
Rito latino
| Cattedrale                                                                                 | Arcidiocesi o Diocesi         | Località    | Dedicazione              | Immagine |
| ------------------------------------------------------------------------------------------ | ----------------------------- | ----------- | ------------------------ | -------- |
| Cattedrale di Santo Stefano protomartire Katedralja e Shen Shtjefnit Prodëshmor            | Arcidiocesi di Scutari-Pult   | Scutari     | Santo Stefano            |          |
| Cattedrale di San Paolo Kisha Katedrale e Shën Palit                                       | Arcidiocesi di Tirana-Durazzo | Tirana      | San Paolo                |          |
| Concattedrale di Santa Lucia Bashkë-Katedralja e Shën Lluçisë                              | Arcidiocesi di Tirana-Durazzo | Durazzo     | Santa Lucia              |          |
| Cattedrale di San Nicola Katedralja Shën Nikolla                                           | Diocesi di Alessio            | Alessio     | San Nicola               |          |
| Cattedrale di Gesù Salvatore del Mondo Kisha Katedrale "Jezusi i Vetmi Shpetimtar I Botes" | Diocesi di Rrëshen            | Rrëshen     | Gesù                     |          |
| Cattedrale di Madre Teresa Katedralja Nënë Terezja                                         | Diocesi di Sapë               | Vau i Dejës | Santa Teresa di Calcutta |          |

Rito bizantino
| Cattedrale                                                                     | Diocesi                                                                               | Città  | Dedicazione                     | Immagine |
| ------------------------------------------------------------------------------ | ------------------------------------------------------------------------------------- | ------ | ------------------------------- | -------- |
| Cattedrale di Santa Maria e San Luigi Kryekisha e Shën Mërisë dhe Shën Luigjit | Chiesa greco-cattolica albanese (Amministrazione apostolica dell'Albania meridionale) | Valona | SS. Maria Odigitria e San Luigi |          |

## Cattedrali ortodosse
Metropolia di Apollonia e Fier
| Cattedrale                                                                   | Arcidiocesi o Diocesi           | Località     | Dedicazione             | Immagine |
| ---------------------------------------------------------------------------- | ------------------------------- | ------------ | ----------------------- | -------- |
| Cattedrale di San Giorgio                                                    | Metropolia di Apollonia e Fier  | Fier         | San Giorgio             |          |
| Cattedrale della Resurrezione                                                | Metropolia di Argirocastro      | Argirocastro |                         |          |
| Cattedrale di San Demetrio Kisha e Shën Mitrit                               | Metropolia di Berat             | Berat        | San Demetrio            |          |
| Cattedrale della Resurrezione Katedralja e Ngjallës së Krishtit              | Metropolia di Coriza            | Coriza       | Gesù                    |          |
| Cattedrale di San Nicola                                                     | Metropolia di Elbasan           | Elbasan      |                         |          |
| Cattedrale di San Paolo e Sant'Asteio Katedralja e Shën Palit dhe Shën Steit | Arcidiocesi di Tirana e Durazzo | Durazzo      | San Paolo e Sant'Asteio |          |
| Cattedrale della Natività di Gesù Katedralja e Lindjës së Krishtit           | Arcidiocesi di Tirana e Durazzo | Scutari      | Gesù                    |          |
| Cattedrale della Resurrezione di Cristo Kryekisha Ngjallja e Krishtit        | Arcidiocesi di Tirana e Durazzo | Tirana       | Gesù                    |          |